# Bathory (band)
 For alternative betydninger, se Bathory. (Se også artikler, som begynder med Bathory)
Bathory var et indflydelsesrigt svensk thrash metal/black metal/viking metal band, der anses som et af de første black metalbands, samt som grundlæggerne af viking metal. Bandet har taget navn efter den "blodige grevinde" Elizabeth Báthory.  

## Biografi
Bathory blev dannet for sjov i Stockholm i 1983 af den dengang 17-årige Ace Thomas "Quorthon" Forsberg. Efter flere udskiftninger af bandmedlemmer og navneændringer, endte gruppen med at kalde sig Bathory. De fik deres første pladekontrakt senere samme år, da Quorthon fik en aftale med Tyfon Grammofon om at indspille to numre til opsamlingsalbummet Scandinavian Metal Attack. Numrene som han indspillede fik en overraskende positiv modtagelse af fans. Snart efter kontaktede Tyfon Grammofon Quorthon for at få ham til at indspille et fuldt album.
Selvom Venoms Black Metal (1982) var det første album som "opfandt" navnet til genren, var det Bathorys tidlige album med sataniske sangtekster, lavkvalitetsproduktion og en umenneskelig sangstil, som definerede genren.
Bathorys album Bathory, The Return og Under the Sign of the Black Mark betragtes i dag som store inspirationskilder for de norske bands som udvidede black metals musikalske progression og popularitet i begyndelsen af 1990'erne.
Bathorys næste album, Blood Fire Death, indeholdt nogle sange som var gjort langsommere for at gøre plads til en mere episk sangskrivning. Det var også på dette album af vikingetemaet blev introduceret. De fleste af black metals karakteristika var der dog stadig.
Bandets næste udgivelse, Hammerheart, overraskede mange fans, for her var stilen drastisk ændret til en mindre aggressiv, mere episk og mere atmosfærisk musik; teksterne omhandlede vikinger og Skandinaviens nordiske mytologi. Det var med dette album at Bathory for alvor stiftede viking metal. 
Stilen fra Hammerheart blev finpudset på de efterfølgende Twilight of the Gods og Blood on Ice.
På Requiem ændrede Bathory igen stil, og vendte denne gang tilbage til en energisk retro-thrash, i stil med den Bay area thrash, som havde været populær i 1980'erne. Dog vendte bandet tilbage til vikingetemaet på Nordland I og Nordland II.
I juni 2004 blev Quorthon fundet død i sit hjem. Dødsårsagen var en hjertefejl.
Mange black metal kunstnere har efterfølgende indspillet album dedikeret til Quorthon. Et af dem var In Conspiracy with Satan: A Tribute to Bathory.

## Bandmedlemmer
- Quorthon (Ace Börje Forsberg) – Guitar, vokal, musik og tekster

### Tidligere medlemmer
- Freddan (Fredrick Hanoi) – Bas (1983-1984)
- Jonas Åkerlund (Vans McBurger) – Trommer (1983-1984)
- Vvornth – Trommer (1989-1991)
- Kothaar – Bas (1989-1991)
- The Animal (Björn Kristensen)- Vokal (1983)

## Diskografi

### Studiealbum
- 1984: Bathory
- 1985: The Return
- 1987: Under the Sign of the Black Mark
- 1988: Blood Fire Death
- 1990: Hammerheart
- 1991: Twilight of the Gods
- 1994: Requiem
- 1995: Octagon
- 1996: Blood on Ice
- 2001: Destroyer of Worlds
- 2002: Nordland I
- 2003: Nordland II

### Opsamlingsalbum
- 1993: Jubileum Volume I
- 1993: Jubileum Volume II
- 1998: Jubileum Volume III
- 2003: Katalog
- 2006: In Memory of Quorthon (bokssæt)